# 京阪カード
株式会社京阪カード（けいはんカード、英語: Keihan Card Co.,Ltd.）は、京阪グループに属するクレジットカード事業とポイントシステム運営事業を行う株式会社である。

## 概要
京阪グループ共通のクレジットカードであり、ポイントカードである「e-kenetカード」（イー・ケネットカード）を発行している。
従来、グループ各社が個々に提携クレジットカードやポイントカードを発行していたが、京阪電気鉄道によるPiTaPaの導入に合わせて、これらを集約したカードを発行することになり、その発行・運営会社として設立された。
クレジットカードの入会審査・請求業務などは三菱UFJニコス（発行開始時点の日本信販）に委託されていたが、「e-kenet JCBカード」からは株式会社ジェーシービーとの提携カードとなっている。
ポイントシステムの運営業務は富士通に委託されている。

## 沿革
- 2003年2月5日 - 株式会社京阪カード設立。
- 2003年10月 - 「e-kenetカード」の発行を開始。
- 2004年8月 - 「京阪マイレージPiTaPaカード」の追加発行を開始。
- 2004年9月 - 「KeCa ETCカード」の追加発行を開始。
- 2024年
  - 9月6日 - 「e-kenet モバイルカード」の発行を開始。[4]
  - 12月8日 - 「e-kenet Visaカード」の新規入会受付を終了。[5]
- 2025年
  - 3月17日 - 「e-kenet JCBカード」の発行を開始。[3]
  - 9月30日 - 「e-kenet Visaカード」の取り扱いを終了。[3]

## 発行カード

### e-kenetカード
VISAブランドのクレジットカード機能と京阪グループの共通ポイントサービス「おけいはんポイント」のポイントカード機能を持つ「e-kenet VISAカード」が主力のカードである。この他、VISAブランドを搭載せずクレジット利用を京阪グループの加盟店に限定した「e-kenet ハウスカード」も発行している。（ハウスカードは発行を終了し、会員はポイント専用カードもしくはVISA付きのカードに移行）
「e-kenetカード」でのクレジットカード決済またはカード提示により、京阪グループやグループ外の店舗や施設で優待割引やサービスを受けることができる。また、クレジットカード決済に対するポイントシステムとして「花まるクレジットポイント」があり、月間のカード利用額1000円につき1ポイントが付与される。
「e-kenetカード」にはPiTaPaの機能は搭載されておらず、PiTaPaの利用には後述の「京阪マイレージPiTaPaカード」の追加発行を受ける必要がある。新規会員の獲得にあたっては「e-kenet PiTaPa」として「e-kenet VISAカード」と「京阪マイレージPiTaPaカード」の2枚セットで広告されているが、PiTaPaの利用が必要でなければ必ずしも「京阪マイレージPiTaPaカード」の発行を受ける必要はない。「京阪マイレージPiTaPaカード」の発行を受けない場合は「e-kenet VISAカード」の年会費無料の条件が厳しくされている。また、暗証番号のみの再発行は不可で、カードの再発行（有料）による暗証番号の再設定となっている。
「e-kenetカード」には、海外旅行保険がセットされているが、ホームページに掲載されているように、「出国前に日本国内において旅行代金（公共交通乗用具または募集型企画旅行の料金）を会員本人がe-kenet VISAカードで支払った場合のみ」であり、募集型企画旅行を同カードで支払った場合、または当該旅程の一部で、航空法、鉄道事業法、海上運送法に基づき運行される航空機、電車、船舶代金を同カードで支払った場合のみとなっている。（旅程の一部で、バス、タクシー等のみのカード支払の場合は対象外となっている。）
2025年3月からはJCBと提携により「e-kenet JCBカード」の発行を開始。一般カードの他に年会費15000円のゴールドカードも選択可能となっている。
また「e-kenet JCBカード」の発行開始に伴い、前述の「e-kenet Visaカード」は2025年9月をもって取り扱い終了となる。

### e-kenet ポイント専用カード
京阪グループの共通ポイントサービス「おけいはんポイント」のポイントカード機能のみを持つカードである。「e-kenetVISAカード」では受けられる優待割引・サービスも商業施設での駐車料金優待を除き受けることができない。

### e-kenet モバイルカード
京阪グループの共通ポイントサービス「おけいはんポイント」のポイントカード機能をスマートフォンで利用できるサービスである。2025年9月6日よりサービスが開始され、LINEアプリ上でLINEミニアプリとして利用可能だ。

### 京阪マイレージPiTaPaカード
「e-kenet VISAカード」、「e-kenet JCBカード」に追加発行されるPiTaPaの機能のみを持つカードで、京阪カードとPiTaPaのシステム運営会社であるスルッとKANSAIの共同で発行されている。京阪カードが利用代金の請求業務を行っており、「e-kenetカード」のクレジット利用代金と合算して請求される。京阪電車でのPiTaPaの利用実績に応じてひも付けされた「e-kenetカード」に「おけいはんポイント」が貯まる「京阪レイルウエイマイレージ」というシステムも備えている。
発行開始当初は、利用代金の請求業務はPiTaPaベーシックカードと同様に三井住友カードが行っており、「e-kenetカード」のクレジット利用代金とは別に請求されていた。2008年9月頃以降に発行されたものから京阪カードが利用代金の請求業務を行うようになった。これ以前に発行されたものは更新の際に京阪カードからの請求への切り替えが勧誘されているが、従来通り三井住友カードからの請求のままで更新することも可能である。
また、過去には「e-kenet ポイント専用カード」にひも付けされたカードの発行を受けることも可能であった。（現在は発行終了、既存の会員はベーシックカードへの移行かe-kenet VISAカードへの発行換え済み）この場合は、利用代金の請求業務は三井住友カードが行っていた。

### KeCa ETCカード
「e-kenetカード」に追加発行されるETCの機能のみを持つカードである。

## おけいはんポイント
京阪グループの共通ポイントサービスである。京阪グループ各社の直営店舗・サービスが加盟しているほか、京阪グループが運営する商業施設に出店しているテナントも一部を除き加盟している。2010年10月1日からはポップタウン住道オペラパークが、京阪グループ以外の運営する商業施設としては初めて加盟した。
ポイントの付与率は加盟店により異なり、100円で1ポイントから525円で1ポイントまで様々である。ポイントの積立期間は毎年1月1日から12月31日までの1年間であり、ポイントが付与された翌年の3月31日で失効する。貯まったポイントは加盟店などに設置された「おけいはんステーション」で500ポイントに付き500円分の「おけいはんクーポン」1枚に交換できる。「おけいはんクーポン」は加盟店での代金支払いに充当できる。「おけいはんクーポン」は発券から6か月後の月末（例えば3月中に発券されたものはその年の9月末）が使用期限である。2025年9月6日からは、1ポイント=1円として一部加盟店で1ポイント単位での直接利用が可能となった。
「おけいはんポイント」は、前述の「京阪レイルウエイマイレージ」によっても貯めることができるほか、三井住友信託銀行の預金残高などに応じてポイントが貯まるサービス（「京阪・三井住友信託マネークラブ」）もある。また、「花まるクレジットポイント」200ポイント以上を1ポイント単位で「おけいはんポイント」に交換することもできる。交換比率は「花まるクレジットポイント」1ポイントに付き「おけいはんポイント」5ポイントである。